# Pierre Dufont
Pierre Isidore Adolphe Dufont est un homme politique français né le 2 février 1805 à Valenciennes (Nord) et mort le 24 février 1888 à Versailles (Yvelines). Notaire de profession, il est député du Nord de 1848 à 1849 et maire de Valenciennes de 1870 à 1871.

## Biographie
Pierre Dufont nait le 2 février 1805 à Valenciennes, son père Pierre Joseph Dufont est vendeur public puis notaire royal en 1814,. Il prend la succession de son père en 1830 et exerce son office jusqu'en 1834.
Il est élu député du Nord lors des élections législatives de 1848 et siège avec les partisans du général Cavaignac, puis à gauche, à la suite de l'élection de Louis-Napoléon Bonaparte et appuie la  proposition de mise en accusation des ministres et du président de la République.
À l'avènement de la Troisième République, Pierre Dufont est nommé conseiller municipal de Valenciennes et devient président de la commission municipale le 21 septembre 1870 et exerce cette fonction jusqu'aux élections de 1871.
Il meurt le 24 février 1888 à Versailles.

## Sources
- « Pierre Dufont », dans Adolphe Robert et Gaston Cougny, Dictionnaire des parlementaires français, Edgar Bourloton, 1889-1891 [détail de l’édition]